# Paramuricea grayi
Paramuricea grayi is een zachte koraalsoort uit de familie Plexauridae. De koraalsoort komt uit het geslacht Paramuricea. Paramuricea grayi werd in 1861 voor het eerst wetenschappelijk beschreven door Johnson. 